# Komuna e Tropojës
Komuna e Tropojës är en kommun i Albanien. Den ligger i distriktet Rrethi i Tropojës och prefekturen Qarku i Kukësit, i den norra delen av landet, 120 km norr om huvudstaden Tirana.
Trakten runt Komuna e Tropojës består till största delen av jordbruksmark. Runt Komuna e Tropojës är det ganska tätbefolkat, med 214 invånare per kvadratkilometer.